# Allium hookeri
Allium hookeri es una especie de planta bulbosa geófita del género Allium, perteneciente a la familia de las amarilidáceas, del orden de las Asparagales. Se distribiuye por Bután al centro y sur de China y Sri Lanka.

## Descripción
Allium hookeri tiene las raíces alargadas, gruesas y carnosas. Con bulbos agrupados, cilíndricos, túnica membranosa. Las hojas lineares, más cortas que el tallo, de 0,5 a 1 cm de ancho, con nervio central. Escapo lateral, por lo general surgen de la base del bulbo, de  (10 -) 20 - 60 cm, por lo general sin vainas de las hojas, a veces con 1. Perianto blanco o amarillo verdoso al amarillo. El número cromosomático es de 2 n = 22, 44.

## Distribución y hábitat
Se encuentra en los bosques, en los márgenes de los bosques, en lugares húmedos y prados, a una altitud de 1400 - 4200 metros, en Sichuan, Tibet, Yunnan, Bután, India, Birmania y Sri Lanka.

## Taxonomía
Allium hookeri fue descrita por  George Henry Kendrick Thwaites y publicado en Enumeratio Plantarum Zeylaniae 339, en el año 1864.
Etimología
Allium: nombre genérico muy antiguo. Las plantas de este género eran conocidos tanto por los romanos como por los griegos. Sin embargo, parece que el término tiene un origen celta y significa "quemar", en referencia al fuerte olor acre de la planta. Uno de los primeros en utilizar este nombre para fines botánicos fue el naturalista francés Joseph Pitton de Tournefort (1656-1708).
hookeri: epíteto otorgado en honor del botánico William Jackson Hooker.
Variedades aceptadas
- Allium hookeri var. hookeri[4]